# Chondrosteidae
Famille
Les Chondrosteidae forment une famille fossile de poissons appartenant à l'ordre des Acipenseriformes et à la classe des Actinopterygii.

## Datation et répartition
Ils ont vécu au Jurassique inférieur du Sinémurien au Toarcien, soit il y a environ entre 199,5 et 174,7 millions d'années. Leurs fossiles ne sont connus à ce jour qu'au Royaume-Uni.

## Liste des genres
Selon BioLib (14 mars 2019) :
- genre Chondrosteus Egerton, 1858 †
- genre Gyrosteus Agassiz, 1837 †
- genre Strongylosteus Jaeckel, 1931 †

Selon Paleobiology Database (14 mars 2019) :
- genre Chondrosteus
- genre Gyrosteus
- genre Strongylosteus